# Lillington (Karolina Północna)
Lillington – miasto w Stanach Zjednoczonych, w stanie Karolina Północna, siedziba administracyjna hrabstwa Harnett.